# Bistum Kurland

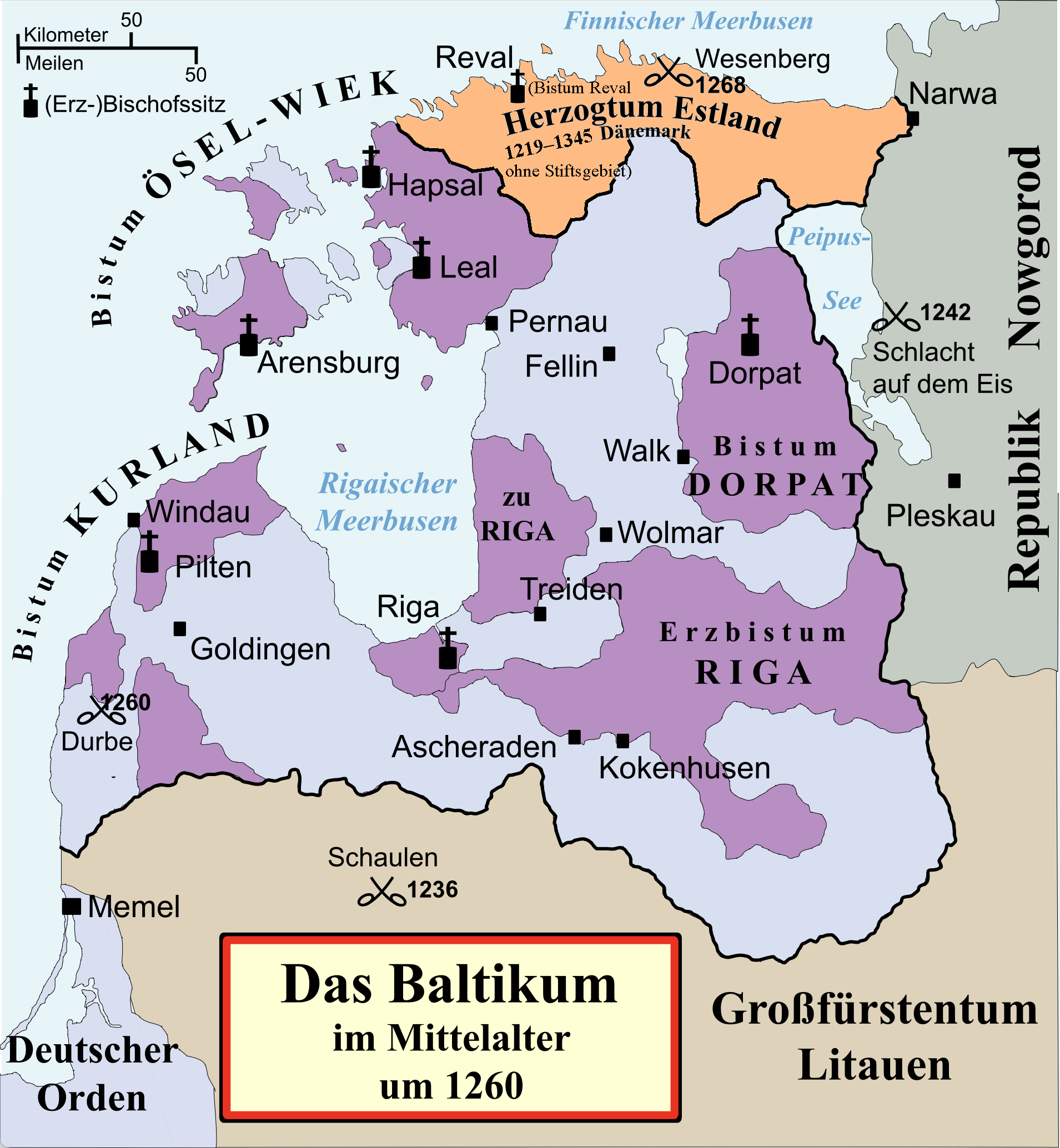
Die Livländische Konföderation 1260.

Das Bistum Kurland bestand von etwa 1234 bis 1583 und war, abgesehen von Reval, das kleinste der Bistümer im livländischen Raum. 

## Im Staat des Deutschen Ordens

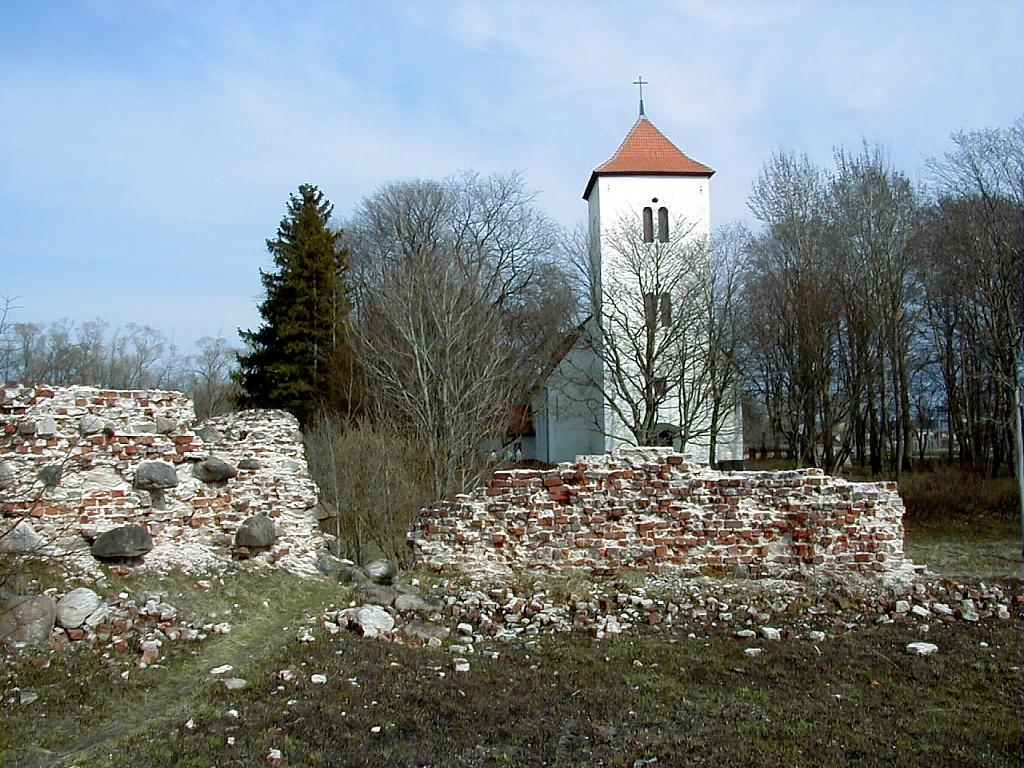
Ruine der Bischofsburg Piltene (Pilten) in Kurland

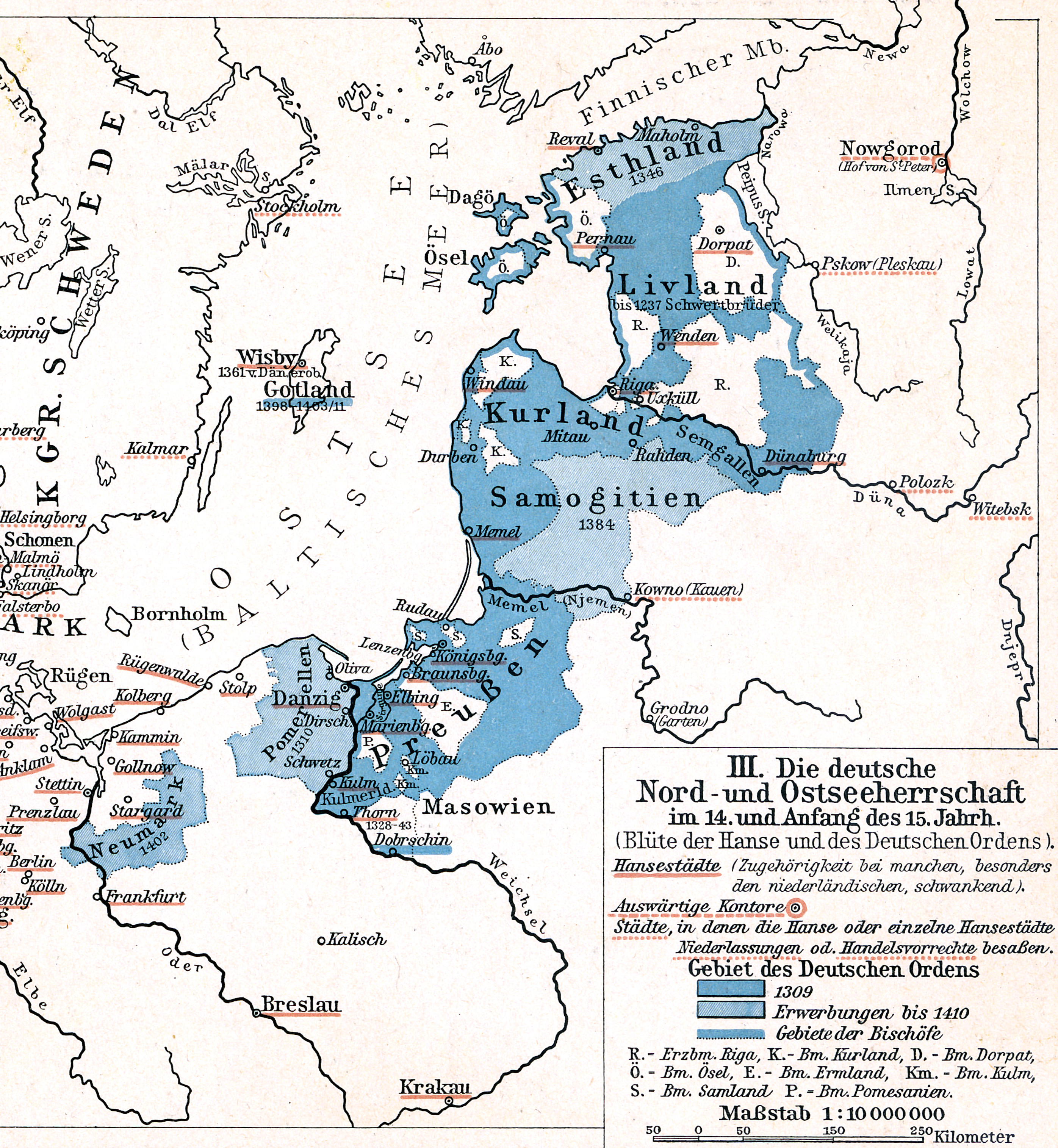
Lage des Bistums im Deutschordensland

Nach der Eroberung des nördlichen Teiles von Kurland durch den Deutschen Orden, teilte der päpstliche Legat Wilhelm von Modena das Land der Diözese 1245 in drei Drittel, nämlich Deutscher Orden, Bischof und Domkapitel. Das Bistum wurde 1255 in die Kirchenprovinz Riga eingegliedert. Die Errichtung eines Domkapitels nahm erstmals Bischof Edmund von Werth OT, im Jahre 1290, vor. Es war – wie auch das Bistum – dem Deutschen Orden inkorporiert, so konnten ihm nur Priesterbrüder des Ordens angehören. Sein Territorium umfasste Kurland und bestand aus drei Teilen. Nur in Hasenpoth und Pilten entwickelten sich kleinere städtische Zentren. Nach Hasenpoth verlegte im 14. Jahrhundert auch das Domkapitel seinen Sitz, während der Bischof auf seinem Schloss in Pilten residierte.

## Als Teil Polen-Litauens
Das vom Bischof regierte Gebiet wurde 1561 kein Teil des Herzogtums Kurland. Bischof Johann IV. säkularisierte zwischen 1555 und 1560 das Stift und trat zum Luthertum über. Der letzte Bischof von Kurland, Magnus, starb 1583 ohne Erben. 1585 entsagte Dänemark für 30000 Taler allen Rechtsansprüchen und Polen-Litauen erlangte die Oberhoheit. Aus Geldmangel war der Kreis Pilten bis 1609 an Preußen verpfändet. Ab 1611 wurde er als Teil des Herzogtums Livland von Polen-Litauen verwaltet und ab 1617 als katholisches „Bistum Pilten“ bezeichnet. Auch die Bezeichnung „Stift Pilten“ blieb üblich, obwohl es kein geistliches Territorium mehr war. 1656 erkaufte sich der Herzog von Kurland die Herrschaftsrechte über den Kreis Piltene, der allerdings eine besondere Rechtsstellung behielt. 1717 wurde noch einmal die Zugehörigkeit zu Polen-Litauen (Woiwodschaft Livland) durchgesetzt, bevor ganz Kurland 1795 Teil Russlands wurde.